# Faqīh-e Ḩasanān
Faqīh-e Ḩasanān (persiska: فقيه حسنان, فَدی هَسان) är en ort i Iran.   Den ligger i provinsen Bushehr, i den centrala delen av landet, 800 km söder om huvudstaden Teheran. Faqīh-e Ḩasanān ligger 42 meter över havet och antalet invånare är 147.
Terrängen runt Faqīh-e Ḩasanān är platt åt nordost, men åt sydväst är den kuperad. Runt Faqīh-e Ḩasanān är det glesbefolkat, med 15 invånare per kvadratkilometer. Närmaste större samhälle är Bowḩeyrī, 13,9 km nordost om Faqīh-e Ḩasanān. Trakten runt Faqīh-e Ḩasanān är ofruktbar med lite eller ingen växtlighet.